# Porte di Traiano
Le Porte di Traiano (in bulgaro Траянови врата?, Trajanovi vrata) sono uno storico passo di montagna nel comune di Kostenec, vicino a Ihtiman, in Bulgaria. Prende il nome dall'imperatore romano Traiano, per ordine del quale fu costruita la fortezza chiamata Stenos sulla collina sopra al passo, come confine simbolico tra le province della Tracia e della Macedonia.
Il passo è noto principalmente per la grande battaglia medievale del 17 agosto 986, durante la quale le forze dell'imperatore bizantino Basilio II furono sgominate dallo zar Samuele di Bulgaria, ponendo fine alla campagna bizantina nelle terre bulgare.
Oggi, un tunnel dell'autostrada Trakija anche noto con il nome di tunnel delle Porte di Traiano (тунел „Траянови врата“) è vicino alla fortezza, a 55 km da Sofia.